# Jacob E. Davis
Jacob Erastus Davis (* 31. Oktober 1905 in Beaver Village, Pike County, Ohio; † 28. Februar 2003 in Naples, Florida) war ein US-amerikanischer Politiker. Zwischen 1941 und 1943 vertrat er den Bundesstaat Ohio im US-Repräsentantenhaus.

## Werdegang
Jacob Davis besuchte bis 1923 die Beaver High School und studierte danach bis 1927 an der Ohio State University in Columbus. Nach einem anschließenden Jurastudium an der Harvard University und seiner 1930 erfolgten Zulassung als Rechtsanwalt begann er in diesem Beruf zu arbeiten. Zwischen 1931 und 1935 war er Staatsanwalt im Pike County. Gleichzeitig schlug er als Mitglied der Demokratischen Partei eine politische Laufbahn ein. Von 1935 bis 1937 gehörte er dem Repräsentantenhaus von Ohio an. Im Jahr 1937 leitete er dort die demokratische Fraktion. Gleichzeitig war er im Jahr 1937 auch Präsident des Hauses (Speaker pro tempore). Von 1937 bis 1940 fungierte er als Berufungsrichter im Pike County.
Bei den Kongresswahlen des Jahres 1940 wurde Davis im sechsten Wahlbezirk von Ohio in das US-Repräsentantenhaus in Washington, D.C. gewählt, wo er am 3. Januar 1941 die Nachfolge von James G. Polk antrat. Da er im Jahr 1942 nicht bestätigt wurde, konnte er bis zum 3. Januar 1943 nur eine Legislaturperiode im Kongress absolvieren. Diese war von den Ereignissen des Zweiten Weltkrieges geprägt.
In den Jahren 1943 und 1944 arbeitete Jacob Davis für das Marineministerium; von 1945 bis 1960 war er Vizepräsident sowie danach bis 1970 Präsident und Vorstandsvorsitzender der in Cincinnati ansässigen Firma Kroger Company. Er starb am 28. Februar 2003 in Naples und wurde in Cincinnati beigesetzt.